# Seong-Jin Cho
Seong Jin Cho (en coreano: 조성진; Seúl, 28 de mayo de 1994) es un pianista surcoreano, ganador del primer premio en el decimoséptimo Concurso internacional de piano Chopin de Varsovia (2015).

## Biografía
Seong Jin Cho completó su educación en la escuela Yewon y la escuela de artes de Seúl (서울예술고등학교)(en coreano). Es actualmente estudiante de Michel Béroff en el Conservatorio de París.
Ganó el Concurso internacional Frederic-Chopin para jóvenes pianistas de Varsovia (2008), y el Concurso internacional de piano en Hamamatsu, Japón (2009), así como el tercer premio en el Concurso internacional Chaikovski de Moscú (2011) y en el Concurso internacional de piano de Arthur Rubinstein en Tel Aviv (2014). Ha tocado en conciertos en el Teatro Marinsky(dirigido por Valeri Guerguiev),  con la Orchestre Philharmonique de Radio France, la Orquesta Sinfónica de la Radio de Praga, la Filarmónica de Seúl Seoul Philharmonic Orchestra(todos con Chung Myung-whun), con la Orquesta Sinfónica de la Radiodifusión de Baviera en Múnich (director de orquesta Lorin Maazel) y la Orquesta Filarmónica de los Urales Ural Philharmonic Orchestra(director Dmitri Liss Dmitry Liss), la Orquesta Sinfónica Alemana de Berlín (director Marek Janowski), la Orquesta Nacional de Rusia (director Mijaíl Pletniov) y la Orquesta de Cámara de Basilea. 
Ha efectuado giras en Japón, en Alemania, en Francia, en Rusia, en Polonia, en Israel, en China y en Estados Unidos. Ha tocado en la Ópera de Tokio, en Osaka, en el Conservatorio Tchaïkovski de Moscú y en el Teatro Mariinsky de San Petersburgo, sobre todo en recitales. Ha participado en numerosos festivales europeos, sobre todo en San Petersburgo, Moscú, Festival Internacional de Música y Danza de Granada, Duszniki-Zdrój y Cracovia, así como en festivales en Nueva York y Castleton. Como músico de cámara, ha tocado con la violinista Kyung-wha Chung, así como con el Schumann Quartett (2024)

## Premios
- 2008, Concurso internacional Frédéric-Chopin de jóvenes pianistas en Moscú Primer premio.
- 2009, Concurso internacional de piano de Hamamatsu Primer premio.
- 2011, Concurso internacional Tchaïkovski (piano) Medalla de bronce (tercer premio).
- 2014, Concurso internacional de piano Arthur Rubinstein Tercer premio.
- 2015, Concurso internacional de piano Frédéric-Chopin Primer premio.

## Discografía
- 2015 – Chopin : Preludios, y sonata no 2 (concierto, Varsovia octubre de 2015, DG) (OCLC 931069277 )
- 2016 – Chopin : Concierto para piano no 1, Cuatro baladas - London Symphony Orquesta, dir. Gianandrea Noseda (junio septiembre de 2016, SACD DG)